# Rio Li
O Rio Li (em chinês: 漓江 ; pinyin : lí jiāng) é um rio da República Popular da China, na região autónoma de Quancim. É afluente do rio Xi, que por sua vez é afluente do rio das Pérolas. é um rio muito visitado por turistas, dadas as características e espetaculares paisagens das suas margens.

## Geografia
O rio Li atravessa as cidades de Guilin e Yangshuo antes de encontrar o rio Xi em Wuzhou.
O rio atravessa, a sul de Guilin, florestas de karst. A paisagem inspirou o desenho da nota chinesa de 20 yuans.
No século III a.C. sob ordens de Qin Shi Huangdi, o rio Xiang foi ligado pelo canal Lingqu ao rio Li.

## Galeria

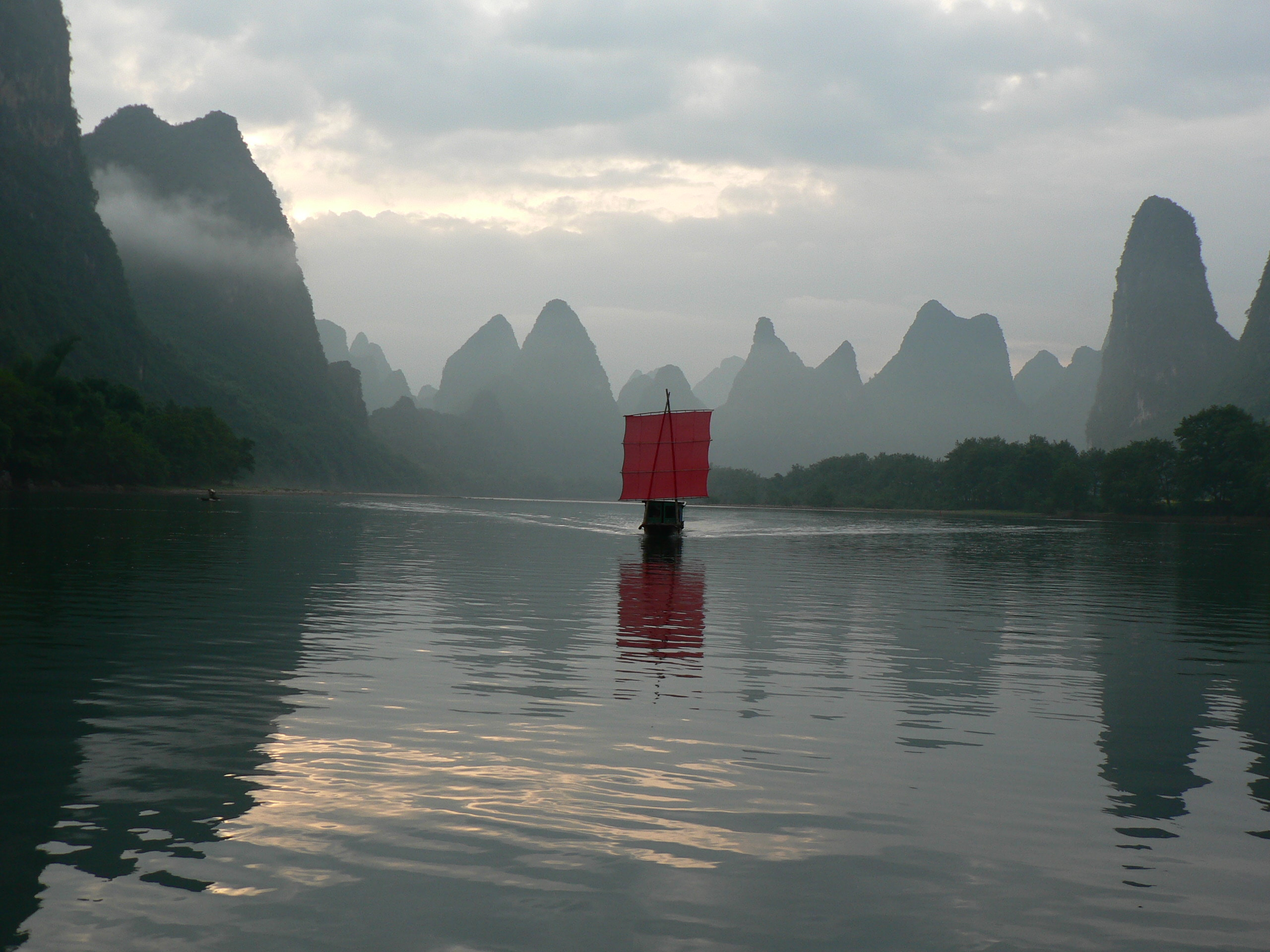
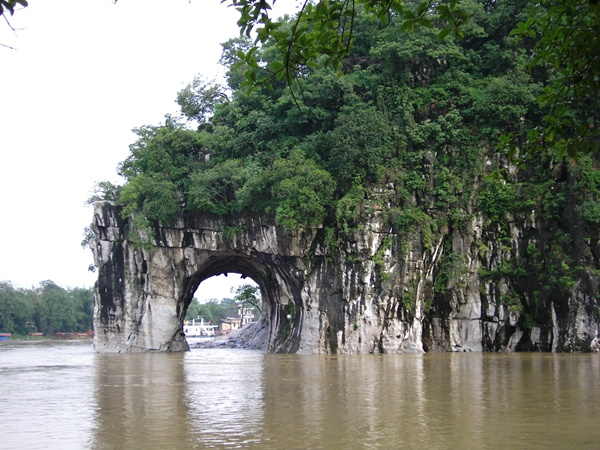
A "colina da tromba de elefante", símbolo de Guilin
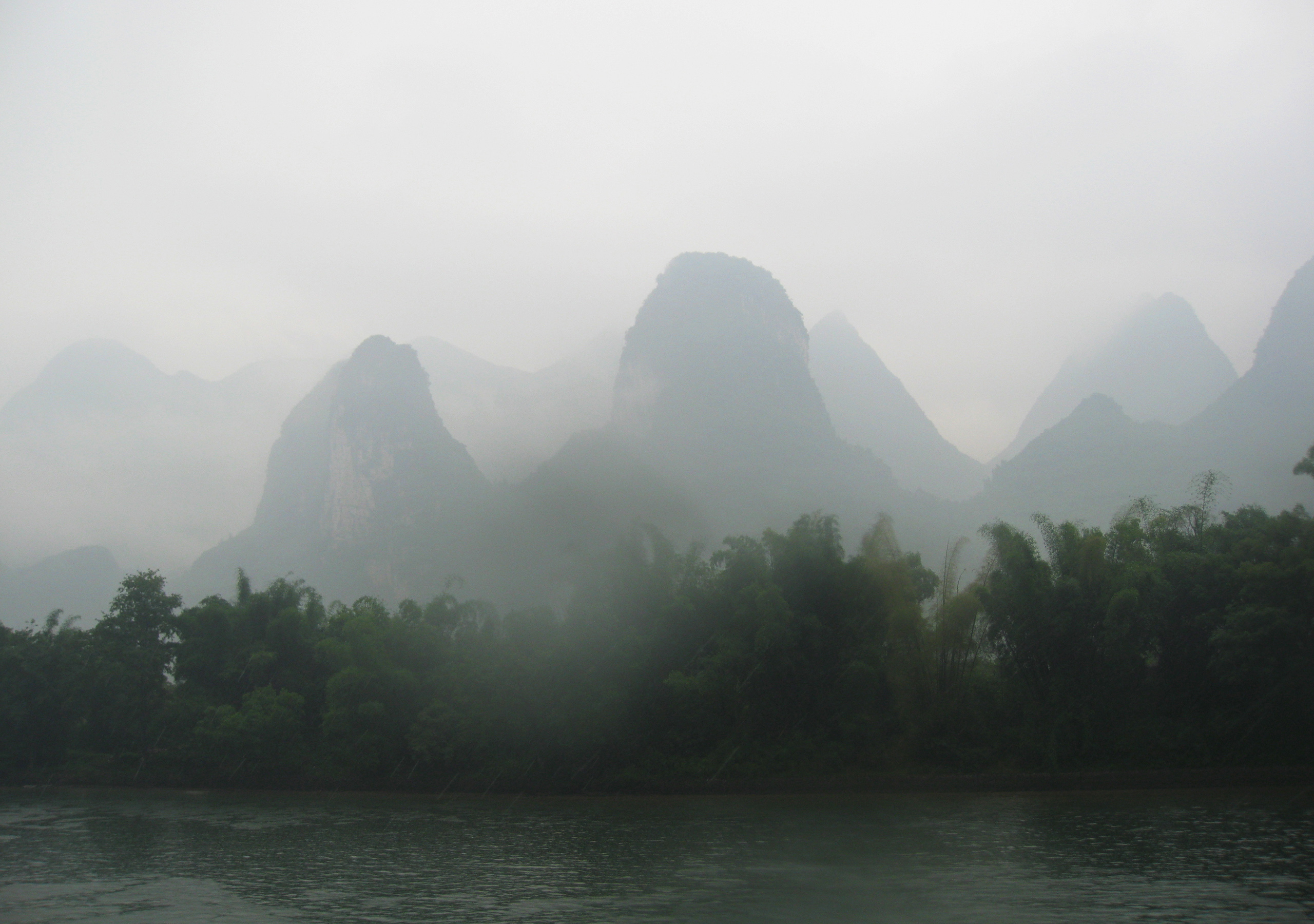
O rio Li
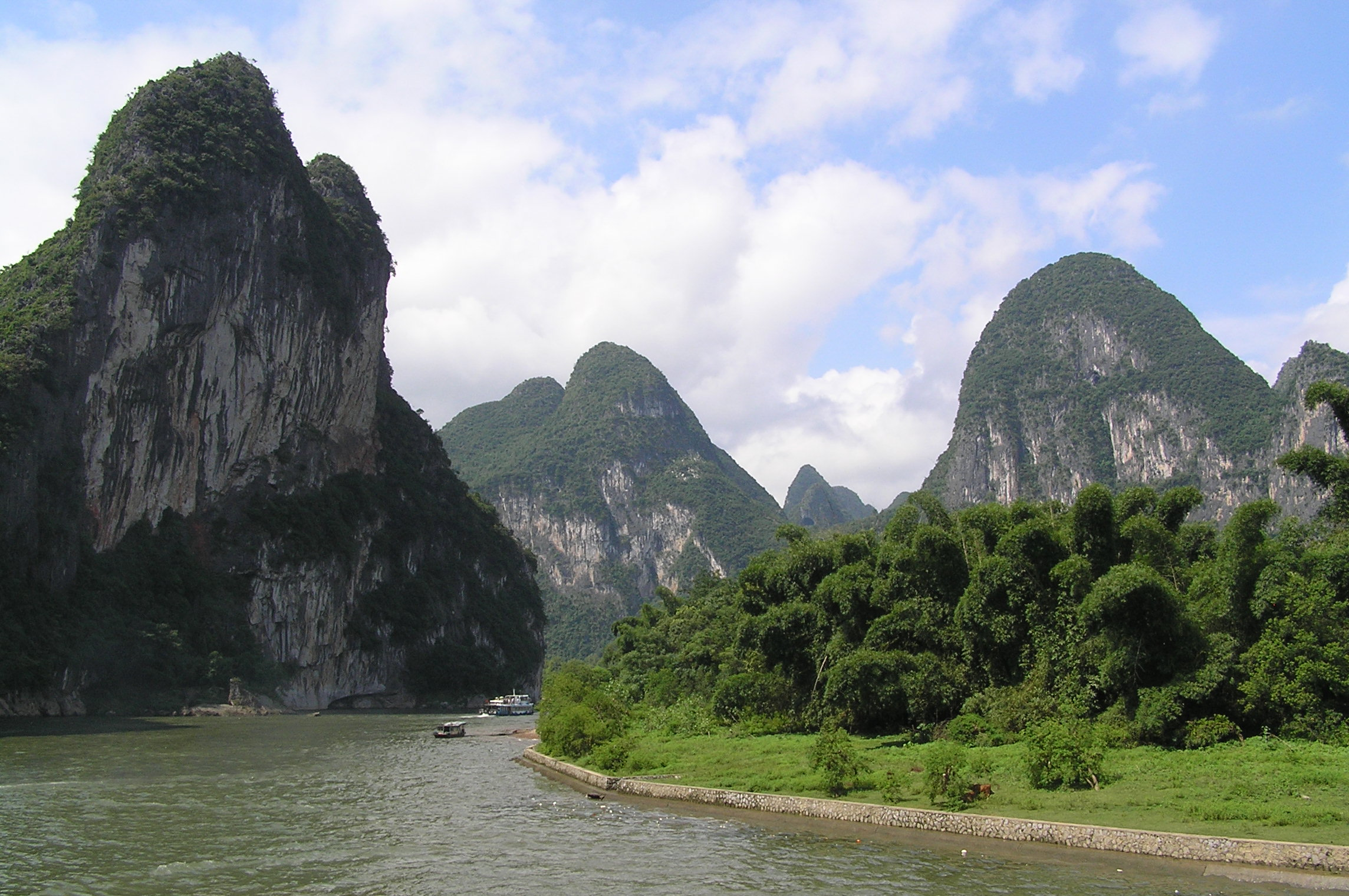
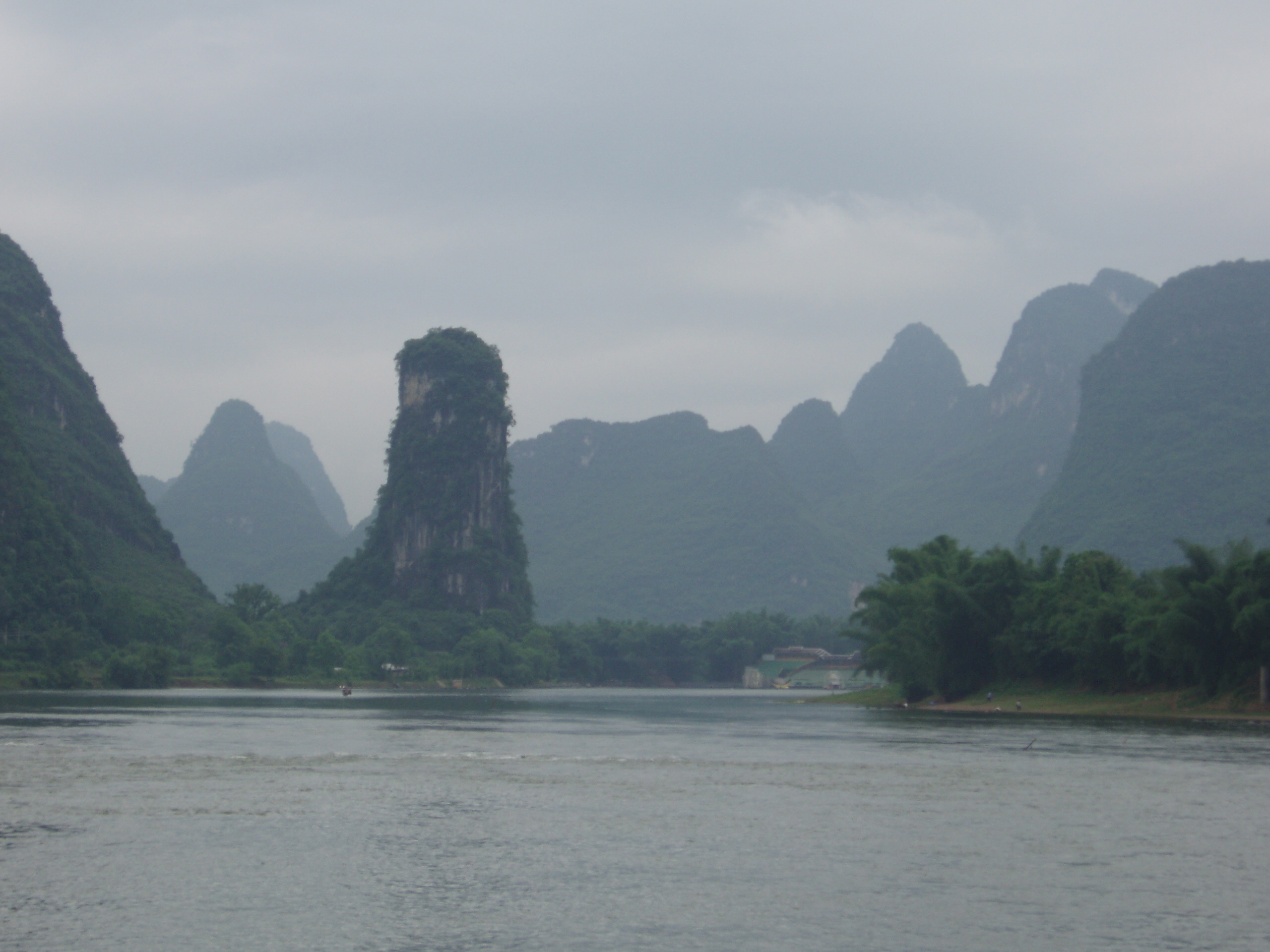
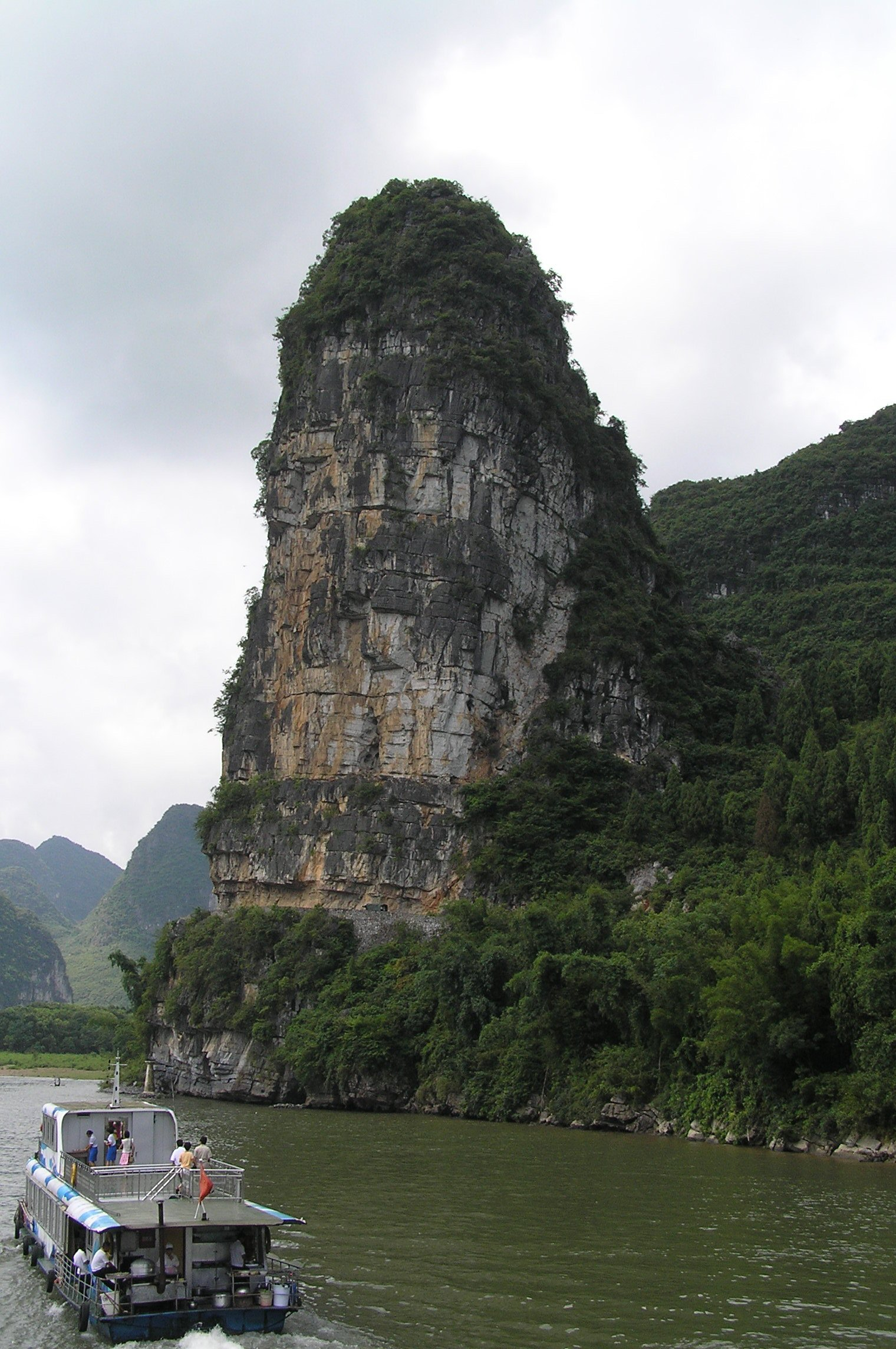
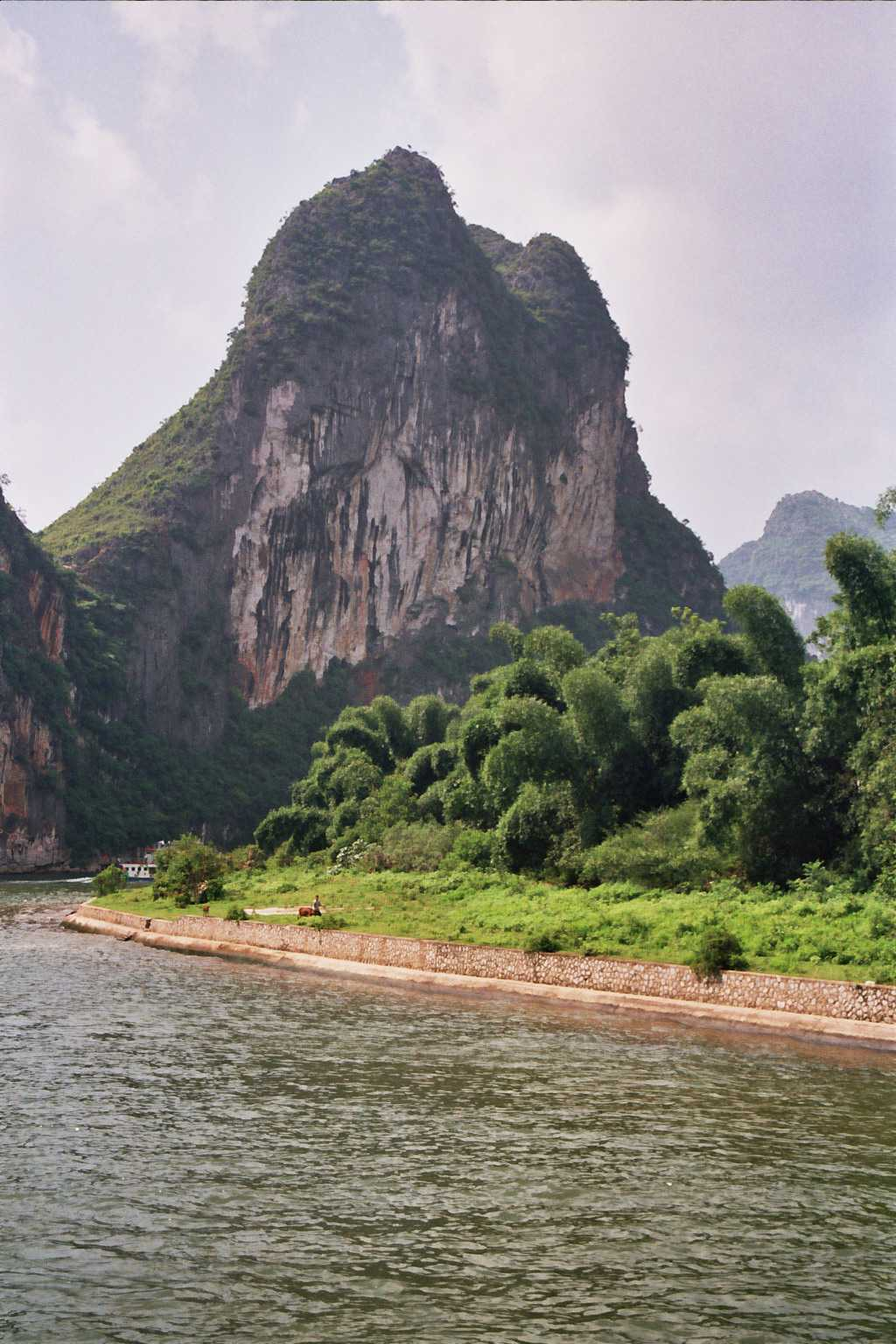
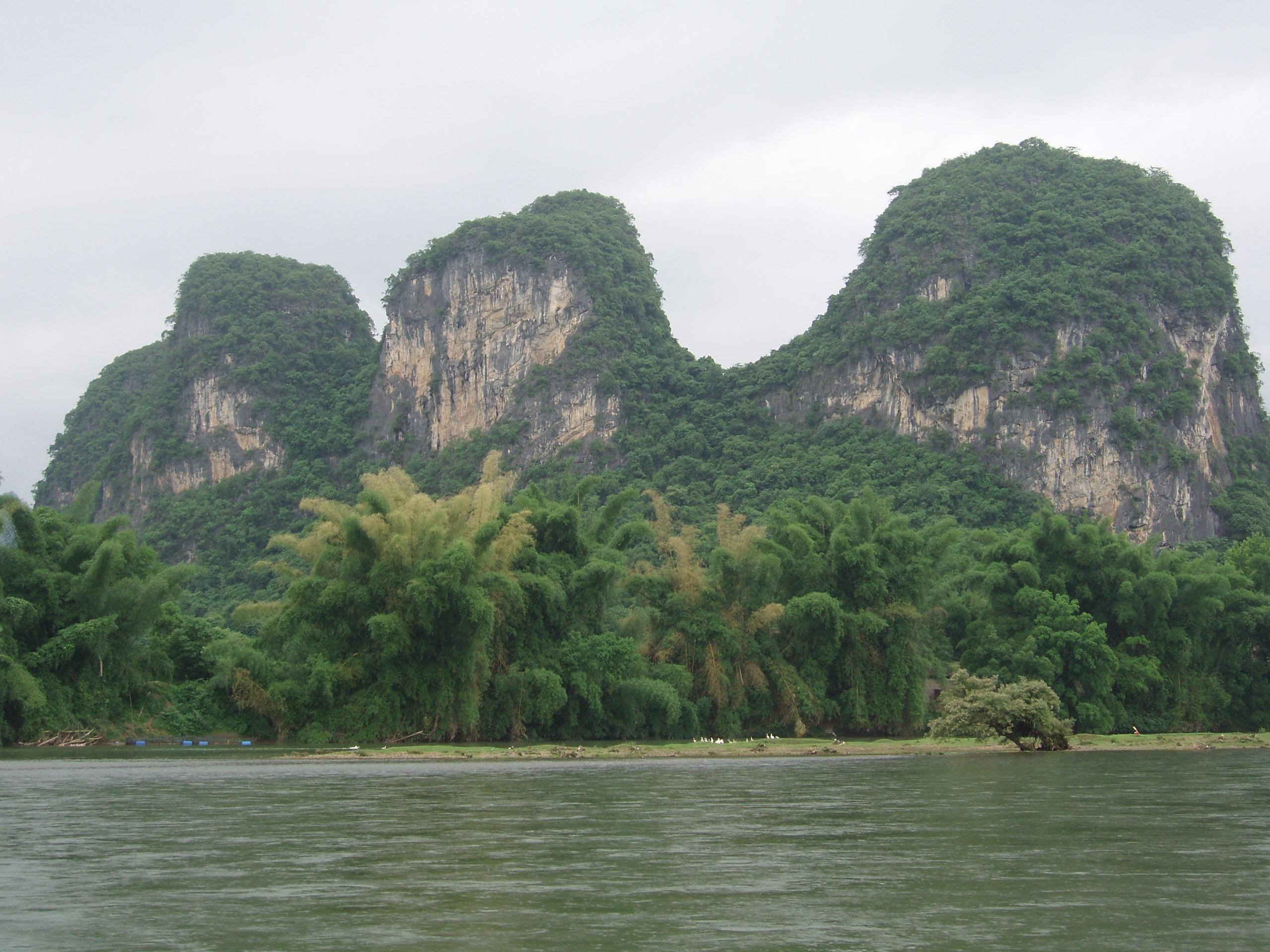
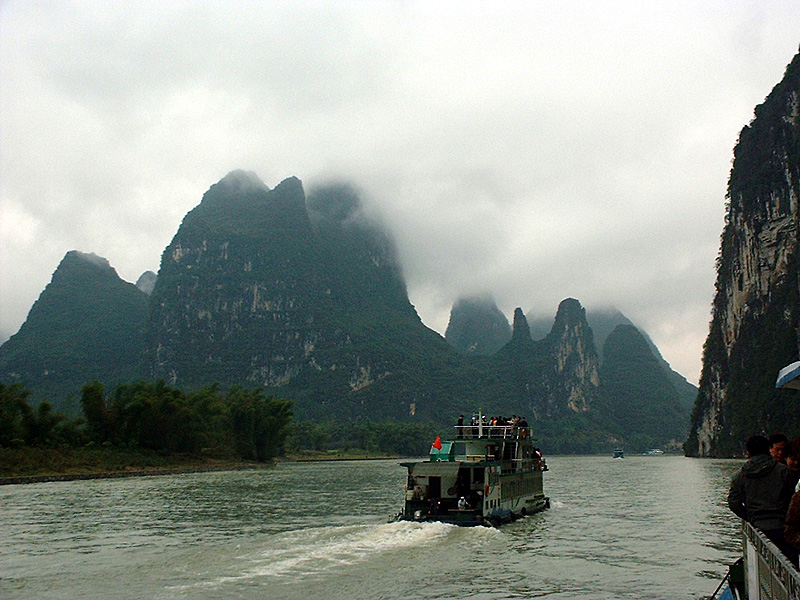